# Staré Ouholice
Staré Ouholice jsou vesnice, část obce Nová Ves v okrese Mělník ve Středočeském kraji. Nachází se asi 2,5 kilometru jihovýchodně od Nové Vsi. Leží na levém břehu Vltavy. Je zde evidováno 88 adres. Trvale zde žije 107 obyvatel.
Staré Ouholice leží v katastrálním území Nové Ouholice o výměře 3,42 km².

## Historie
První písemná zmínka o vesnici pochází z roku 1088.
V roce 2002 a 2013 proběhly povodně, při kterých byla poškozena velká část obce.

## Obyvatelstvo
| Rok            | 1869 | 1880 | 1890 | 1900 | 1910 | 1921 | 1930 | 1950 | 1961 | 1970 | 1980 | 1991 | 2001 | 2011 | 2021 |
| -------------- | ---- | ---- | ---- | ---- | ---- | ---- | ---- | ---- | ---- | ---- | ---- | ---- | ---- | ---- | ---- |
| Počet obyvatel | 201  | 166  | 152  | 187  | 177  | 175  | 160  | 177  | 206  | 174  | 152  | 128  | 107  | 229  | 264  |
| Počet domů     | 29   | 28   | 28   | 32   | 32   | 33   | 36   | 49   | 49   | 47   | 44   | 51   | 57   | 85   | 100  |

## Obecní správa
Při sčítání lidu v letech 1850–1899 byly Staré Ouholice osadou obce Ouholice v okrese Slaný. V letech 1900–1960 byly samostatnou obcí, nejprve v okrese Slaný, v letech 1921–1950 v okrese Kralupy nad Vltavou a od roku 1960 v okrese Mělník. Od 12. června 1960 do 31. prosince 1979 byly částí obce Nové Ouholice v okrese Mělník. Od 1. ledna 1980 jsou částí obce Nová Ves v okrese Mělník. V letech 1900–1920 k obci patřily Podhořany a v letech 1900–1960 také Miřejovice a Nové Ouholice.